# Craponne
Craponne es una comuna francesa situada en la Metrópoli de Lyon, de la región de Auvernia-Ródano-Alpes. Pertenece a la aglomeración urbana de Lyon.
Los habitantes se llaman Craponnois y Craponnoises.

## Geografía
Está ubicada en las afueras (banlieue en francés) oeste de Lyon.

## Ayuntamiento
El consejo municipal está formado por 29 concejales, elegidos por sufragio universal cada seis años. Desde 2020, la alcaldesa es Sandrine Chadier.

## Demografía
| 917 | 1 046 | 1 135 | 1 292 | 1 411 | 1 503 | 1 539 | 1 471 | 1 623 | 1 776 | 1 914 | 1 911 | 1 910 | 1 957 | 2 109 | 2 132 | 2 034 | 2 104 | 2 262 | 2 067 | 2 163 | 2 560 | 2 859 | 3 423 | 4 592 | 5 536 | 7 048 | 8 002 | 8 727 | 10 165 | 10 979 |
| Para los censos de 1962 a 1999 la población legal corresponde a la población sin duplicidades (Fuente: INSEE [Consultar]) |       |       |       |       |       |       |       |       |       |       |       |       |       |       |       |       |       |       |       |       |       |       |       |       |       |       |       |       |        |        |